# Список эпизодов телесериала «Притворщик»

Ниже представлен список эпизодов телесериала «Притворщик» (англ. The Pretender), премьера которого состоялась на телеканале NBC 19 сентября 1996 года. Авторами идеи создания сериала являются Стивен Лонг Митчелл и Крейг Ван Сикл. Главный герой телесериала — Джаред (Майкл Ти Вейсс), гений, способный примерить на себя любую существующую профессию.  Всего в сериале 86 серий (по 22 в первых трёх и 20 в последнем сезоне). Последняя серия каждого сезона сдвоена.

## Описание сезонов
| Сезон | Сезон | Количество эпизодов | Премьера первого эпизода | Премьера последнего эпизода | Дата выхода DVD  | Рейтинг в США                       |
| ----- | ----- | ------------------- | ------------------------ | --------------------------- | ---------------- | ----------------------------------- |
|       | 1     | 22                  | 19 сентября 1996         | 17 мая 1997                 | 22 мая 2005      | 7.2 миллиона зрителей (89-е место)  |
|       | 2     | 22                  | 1 ноября 1997            | 16 мая 1998                 | 20 сентября 2005 | 11.4 миллиона зрителей (54-е место) |
|       | 3     | 22                  | 17 октября 1998          | 22 мая 1999                 | 14 февраля 2006  | 10.0 миллиона зрителей (71-е место) |
|       | 4     | 20                  | 25 сентября 1999         | 13 мая 2000                 | 18 июля 2006     | 8.73 миллиона зрителей (75-е место) |

### Сезон 1 (1996–1997)
| № эпизода | Дата премьеры          | Название                                                                | Сценарий                                                                                               | Режиссёр                | Имя Джарода                                                | Даты DSA                                           |
| --- | ---------------------- | ----------------------------------------------------------------------- | --- | ----------------------- | ---------------------------------------------------------- | -------------------------------------------------- |
| 1 (1x01) | 19 сентября 1996 (США) | «Pilot» (рус. «Пилотная серия»)                                         | Стивен Лонг Митчел Крейг Ван Сикл                                                                      | Рик Уоллес              | Рассел                                                     | 04.02.63 и 31.10.70                                |
| Джарод «притворяется» врачом для того, чтобы помочь парализованному мальчику, чей спинной мозг был повреждён во время операции. В то же время Джарод расспрашивает Сидни о своём прошлом и о своих родителях. |                        |                                                                         | |                         |                                                            |                                                    |
| |                        |                                                                         | |                         |                                                            |                                                    |
| 2 (1x02) | 28 сентября 1996 (США) | «Every Picture Tells a Story» (рус. «У каждой фотографии своя история») | Стивен Лонг Митчел Крейг Ван Сикл                                                                      | Майкл Зингер            | Спитц, Кемпбелл                                            | 13.04.70                                           |
| Первая серия Брутса. Джарод становится лейтенантом береговой охраны и расследует истинную причину несчастного случая. Мисс Паркер выясняет, что её мать не совершала самоубийства. |                        |                                                                         | |                         |                                                            |                                                    |
| |                        |                                                                         | |                         |                                                            |                                                    |
| 3 (1x03) | 19 октября 1996 (США)  | «Flyer» (рус. «Лётчик»)                                                 | Хуан Карлос Кото                                                                                       | Джеймс Уитмор мл.       | Райт                                                       | 14.01.69                                           |
| Джарод становится лётчиком-испытателем и пытается оправдать другого пилота. Среди записей DSA он находит информацию о таинственном мистере Рейнсе, который, кажется, имеет информацию относительно прошлого Джарода. |                        |                                                                         | |                         |                                                            |                                                    |
| |                        |                                                                         | |                         |                                                            |                                                    |
| 4 (1x04) | 26 октября 1996 (США)  | «Curious Jarod» (рус. «Любопытный Джарод»)                              | Кимберли Костелло                                                                                      | Хесус Сальвадор Тревино | Вудс, Фелсон                                               | 12.10.67                                           |
| Джарод становится экспертом безопасности казино и расследует нападение на одну из девушек из шоу. По ходу действия он вспоминает время, проведённое в Центре. |                        |                                                                         | |                         |                                                            |                                                    |
| |                        |                                                                         | |                         |                                                            |                                                    |
| 5 (1x05) | 2 ноября 1996 (США)    | «The Paper Clock» (рус. «Бумажные часы»)                                | Хавьер Грильо-Марксуа                                                                                  | Габриэль Бомонт         | Холмс                                                      | 03.07.72                                           |
| Джарод становится адвокатом в Калифорнии. С помощью таксиста-трансвестита он пытается оправдать человека, осуждённого на смерть. В то же время Джарод предлагает Сиднею обменять отчёты Центра на информацию относительно его родителей, тогда как мисс Паркер пытается предотвратить сделку. Джарод получает по почте фотографию своей матери, появляется Председатель.                                                      |                        |                                                                         | |                         |                                                            |                                                    |
| |                        |                                                                         | |                         |                                                            |                                                    |
| 6 (1x06) | 9 ноября 1996 (США)    | «To Serve and Protect» (рус. «Служить и защищать»)                      | Томми Томпсон                                                                                          | Джеймс Уитмор мл.       | Старр                                                      | 07.09.74                                           |
| Джарод становится полицейским в Майами и пытается очистить имя охранника, погибшего при ограблении ювелирного магазина и затем обвинённого в этом преступлении — через месяц после воссоединения с отцом. Притворщик связывается с компанией по розыску пропавших людей «Фамили Фаиндер» (Family Finder), чтобы попробовать найти свою мать. Мисс Паркер упускает Джарода.                                                    |                        |                                                                         | |                         |                                                            |                                                    |
| |                        |                                                                         | |                         |                                                            |                                                    |
| 7 (1x07) | 16 ноября 1996 (США)   | «A Virus Among Us» (рус. «Вирус среди нас»)                             | Лоренс Мейерс                                                                                          | Фред Келлер             | Райли                                                      | не используются                                    |
| Джарод пытается найти учёного, пропавшего из инфекционного исследовательского центра в Штате Иллинойс. Кто-то присылает Сиднею отрывки видеозаписей симуляций Джарода. Он просит прощения у Притворщика. Мисс Паркер близко сталкивается с уловками Джарода и мр. Рейнсом. |                        |                                                                         | |                         |                                                            |                                                    |
| |                        |                                                                         | |                         |                                                            |                                                    |
| 8 (1x08) | 14 декабря 1996 (США)  | «Not Even a Mouse» (рус. «Мышеловка»)                                   | Хуан Карлос Кото                                                                                       | Томас Дж. Райт          | Марли                                                      | 24.12.1971, 21.12.69, 23.12.70, 20.12.69, 23.12.68 |
| В Балтиморе Джарод празднует своё первое Рождество. Он расследует убийство бездомного человека, который изображал Санта Клауса для детей. Мы узнаём, что у Сиднея есть брат, пребывающий в состоянии комы, отец мисс Паркер оставляет свою дочь в одиночестве на Рождество. |                        |                                                                         | |                         |                                                            |                                                    |
| |                        |                                                                         | |                         |                                                            |                                                    |
| 9 (1x09) | 4 января 1997 (США)    | «Mirage» (рус. «Мираж»)                                                 | Томми Томпсон                                                                                          | Иэн Тойнтон             | Кохран                                                     | 22.04.71                                           |
| Джарод становится инструктором в школе по прыжкам с парашютом в Штате Техас, чтобы раскрыть правду о смерти одного из владельцев. Он советует мисс Паркер отправиться в Мейн, где она находит информацию о прошлом своей матери. |                        |                                                                         | |                         |                                                            |                                                    |
| |                        |                                                                         | |                         |                                                            |                                                    |
| 10 (1x10) | 11 января 1997 (США)   | «The Better Part of Valor» (рус. «Лучшая сторона мужества»)             | Хавьер Грилло-Марксуа                                                                                  | Энсон Уильямс           | О’Лири, Вронски                                            | 02.11.73                                           |
| Джарод становится пожарным в Питтсбурге, чтобы раскрыть причину смерти другого пожарного. Мистер Рейнс посылает Анжело в помощь мисс Паркер. |                        |                                                                         | |                         |                                                            |                                                    |
| |                        |                                                                         | |                         |                                                            |                                                    |
| 11 (1x11) | 18 января 1997 (США)   | «Potato Head Blues» (рус. «Картофельная голова»)                        | Хавьер Грилло-Марксуа                                                                                  | Теренс О’Хара           | Нобель                                                     | не используются                                    |
| Джарод становится экспертом в команде по обезвреживанию бомб. С помощью полицейского художника он узнаёт, как выглядит его мать на данный момент. Анжело используют для того, чтобы выявить, откуда и от кого происходит утечка информации из Центра. Мистер Рейнс подозревает Брутса. |                        |                                                                         | |                         |                                                            |                                                    |
| |                        |                                                                         | |                         |                                                            |                                                    |
| 12 (1x12) | 1 февраля 1997 (США)   | «Prison Story» (рус. «Тюремная история»)                                | Стивен Лонг Митчел Крейг Ван Сикл Томми Томпсон                                                        | Оскар Косто             | Бредли, Шорт, Вентнер, Сент-Джеймс, Марвин Гарденс, Паркер | 20.05.70                                           |
| Притворяясь тюремным охранником, Джарод пробует оправдать заключённого из камеры смертников. У мисс Паркер обнаруживают язву, в появлении которой она обвиняет Джарода. |                        |                                                                         | |                         |                                                            |                                                    |
| |                        |                                                                         | |                         |                                                            |                                                    |
| 13 (1x13) | 8 февраля 1997 (США)   | «Bazooka Jarod» (рус. «Базука Джарод»)                                  | телеверсия — Хуан Карлос Кото; история — Хуан Карлос Кото и Кимберли Костелло                          | Джеймс Уитмор мл        | Форестер                                                   | 13.04.70                                           |
| Джарод становится офицером на военно-морском корабле, чтобы расследовать смерть офицера, погибшего, очевидно, из-за его собственной небрежности. Мы видим приют (штат Делавэр), как-то связанный с Кэтрин Паркер и Центром. |                        |                                                                         | |                         |                                                            |                                                    |
| |                        |                                                                         | |                         |                                                            |                                                    |
| 14 (1x14) | 15 февраля 1997 (США)  | «Ranger Jarod» (рус. «Рейнджер»)                                        | телеверсия — Крис Рупенталь; история — Стивен Лонг Митчел, Крейг Ван Сикл                              | Иэн Тойнтон             | Форест                                                     | 07.10.69, 20.03.67                                 |
| Джарод притворяется бывшим армейским рейнджером, чтобы присоединиться к поисковой партии, ищущей в горах студента-орнитолога. Он впервые влюбляется в партнёршу по поискам, и это производит интересный эффект на мисс Паркер. |                        |                                                                         | |                         |                                                            |                                                    |
| |                        |                                                                         | |                         |                                                            |                                                    |
| 15 (1x15) | 8 марта 1997 (США)     | «Jeraldo!» (рус. «Джаролдо»)                                            | Лоуренс Мейерс                                                                                         | Теренс О’Хара           | Крейн                                                      | не используются                                    |
| Джарод «притворяется» оператором новостей на телевидении в Сиэтле, чтобы расследовать кто стрелял в его предшественника. В погоне за Джародом, раненный Сидней и мисс Паркер оказываются запертыми в доме под снос, где они вспоминают прошлое, пока их не находит полиция по наводке Брутса, заметившего долгое отсутствие своей начальницы.                                                                                 |                        |                                                                         | |                         |                                                            |                                                    |
| |                        |                                                                         | |                         |                                                            |                                                    |
| 16 (1x16) | 22 марта 1997 (США)    | «Under the Reds» (рус. «Под знаком красного креста»)                    | телеверсия — Лоуренс Мейерс и Хавьер Грилло-Марксуа; история — Дэвид Кемпер                            | Чарльз Сиберт           | Халстром, Рендольф                                         | не используются                                    |
| В Атланте Притворщик пытается помочь студенту, впавшему в кому. Благодаря изобретённому Джародом лекарству брат Сиднея Джейкоб выходит из комы. Мистер Рейнс приказывает мисс Паркер убить его, но она сообщает об этом Сиднею, и вместе они инсценирует убийство Джейкоба. |                        |                                                                         | |                         |                                                            |                                                    |
| |                        |                                                                         | |                         |                                                            |                                                    |
| 17 (1x17) | 5 апреля 1997 (США)    | «Keys» (рус. «Ключи»)                                                   | телеверсия — Хуан Карлос Кото; история — Стивен Лонг Митчел, Крейг Ван Сикл                            | Теренс О’Хара           |                                                            | день Благодарения 1969 г.                          |
| Джарод становится офицером морского патруля, чтобы поймать коллегу, убивающего гаитянских беженцев, но его план срывается из-за начавшегося урагана, и он оказывается в ловушке с больной маленькой девочкой. Мисс Паркер находит свидетельство тому, что её мать за месяц до смерти была жёстко избита. |                        |                                                                         | |                         |                                                            |                                                    |
| |                        |                                                                         | |                         |                                                            |                                                    |
| 18 (1x18) | 26 апреля 1997 (США)   | «Unhappy Landings» (рус. «Неудачные приземления»)                       | телеверсия — Хуан Карлос Кото, Хавьер Грилло-Марксуа, Лоуренс Мейерс; история — Терри Трис, Майкл Зенд | Джеймс Уитмор мл.       | Коди                                                       | 31.01.68                                           |
| Джарод в Оклахоме пытается спасти свидетеля по делу наркокартеля. Брутс ищет детей, спасённых матерью мисс Паркер; Джарод вспоминает мальчика по имени Кайл, с которым он познакомился в Центре. Сидней встречается со своим психоаналитиком. |                        |                                                                         | |                         |                                                            |                                                    |
| |                        |                                                                         | |                         |                                                            |                                                    |
| 19 (1x19) | 3 мая 1997 (США)       | «Jarod’s Honor» (рус. «Честь Джарода»)                                  | Томми Томпсон Крис Рупенталь                                                                           | Теренс О’Хара           | До                                                         | не используются                                    |
| Джарод притворяется киллером, чтобы спасти жизни жертв реального убийцы. Он выслеживает частного детектива, который, возможно, занимался его поисками. Сидней и мисс Паркер посещают Конгресс Близнецов, где Сидней узнаёт кое-что новое о Джейкобе, своём брате-близнеце. |                        |                                                                         | |                         |                                                            |                                                    |
| |                        |                                                                         | |                         |                                                            |                                                    |
| 20 (1x20) | 10 мая 1997 (США)      | «Baby Love» (рус. «Детская любовь»)                                     | Дебра Пратт                                                                                            | Джо Наполитано          |                                                            | не используется                                    |
| Спасаясь от агентов Центра, Джарод прыгает в мусорный контейнер, где находит брошенного младенца. Притворщик пытается найти его мать и защитить их обоих. Мисс Паркер, Сидней и Брутс обнаруживают Подуровень 27 (SL-27), который может содержать ответы на многие вопросы. |                        |                                                                         | |                         |                                                            |                                                    |
| |                        |                                                                         | |                         |                                                            |                                                    |
| 21-22 (1x21-22) | 17 мая 1997 (США)      | «The Dragon House» (рус. «Дом Дракона»)                                 | Стивен Лонг Митчел Крейг Ван Сикл                                                                      | Фред Келлер             | Несс                                                       | 17.08.68, 07.06.68, 12.09.68, 10.08.68, 13.02.70   |
| Двухчасовой финал первого сезона Джарод узнаёт в сбежавшем преступнике Кайла — мальчика из Центра, второго притворщика, выращенного мистером Рейнсом. Джарод становится агентом ФБР и подключается к расследованию. Он выходит на Гарриет Ташман и узнаёт, что Кайл — его брат. Гарриет организует встречу Джарода с семьёй, он видит свою мать и сестру, но их встрече мешает Центр и ФБР, кто-то стреляет в мистера Рейнса. |                        |                                                                         | |                         |                                                            |                                                    |
| |                        |                                                                         | |                         |                                                            |                                                    |

### Сезон 2 (1997–1998)
| № эпизода | Дата премьеры         | Название                                                  | Сценарий                                                                                              | Режиссёр           | Имя Джарода  | Даты DSA                               |
| --- | --------------------- | --------------------------------------------------------- | --- | ------------------ | ------------ | -------------------------------------- |
| 23 (2x01) | 1 ноября 1997 (США)   | «Back From the Dead Again» (рус. «Возвращение мертвецов») | Стивен Лонг Митчел Крейг Ван Сикл                                                                     | Джеймс Уитмор мл.  | Ховард       | октябрь 1995 г.                        |
| Джарод становится профессором анатомии, чтобы расследовать исчезновение студента медика. Тем временем, мисс Паркер ищет отсутствующего отца. Чистильщик, по имени Бриджит, принимает участие в поиске Джарода. Мы встречаем таинственного мистера Лайла. Джарод вспоминает эксперименты, которые с ним проводил мистер Рейнс и мистер Лайл, пока Сидней был в Европе. |                       |                                                           | |                    |              |                                        |
| |                       |                                                           | |                    |              |                                        |
| 24 (2x02) | 8 ноября 1997 (США)   | «Scott Free» (рус. «Скотт освобождает»)                   | телеверсия - Томми Томпсон; история - Томми Томпсон и Хуан Карлос Кото                                | Джо Наполитано     | Кросс        | не используются                        |
| Джарод притворяется одноруким взломщиком сейфов, чтобы помочь бывшему преступнику, которого шантажируют, чтобы он принял участие в грабеже. Тем временем, Джарод и Сидней думают об отцах. Мисс Паркер конфликтует с Бриджит и мистером Лайлом. |                       |                                                           | |                    |              |                                        |
| |                       |                                                           | |                    |              |                                        |
| 25 (2x03) | 15 ноября 1997 (США)  | «Over the Edge» (рус. «По краю…»)                         | Тони Блейк Пол Джексон                                                                                | Джеймс Уитмор мл.  | Шатнер       | не используются                        |
| Джарод становится спасателем для расследования предполагаемой попытки самоубийства одного из членов команды. Брутс, мисс Паркер и Сидней на допросе у психолога, из-за попытки выяснить, кто стрелял в Рейнса. Психолог передаёт отчёт Джароду, а Рейнсу говорит, что никто из допрашиваемых не стрелял. |                       |                                                           | |                    |              |                                        |
| |                       |                                                           | |                    |              |                                        |
| 26 (2x04) | 22 ноября 1997 (США)  | «Exposed» (рус. «Подвергнутый»)                           | Тайлер Бенсингер                                                                                      | Джим Чарлестон     | Адамс        | 07/01/67, 10/01/67, 14/01/67           |
| Джарод становится фотографом в модельном агентстве, чтобы раскрыть смерть модели, которую кто-то преследовал. Благодаря наводке Джарода, мисс Паркер едет в штат Мэн, где знакомится с другом её матери Беном и делает потрясающее открытие насчёт своего происхождения. |                       |                                                           | |                    |              |                                        |
| |                       |                                                           | |                    |              |                                        |
| 27 (2x05) | 6 декабря 1997 (США)  | «Nip and Tuck» (рус. «Подтяжка»)                          | Эрик Моррис                                                                                           | Майкл Ленг         | Клей         | 03/02/67, 04/12/67                     |
| Джарод в Беверли Хиллз становится пластическим хирургом. На Брутса совершается покушение. Стреляли из пистолета мисс Паркер. Оказалось, что Бриджит хотела её подставить. |                       |                                                           | |                    |              |                                        |
| |                       |                                                           | |                    |              |                                        |
| 28 (2x06) | 13 декабря 1997 (США) | «Past Sim» (рус. «Симуляция»)                             | Томми Томпсон                                                                                         | Фред К. Келлер     | Дерроу       | не используются                        |
| Джарод клянётся отомстить мистеру Лайлу, когда он узнаёт, что одна из его давних симуляций была использована для того, чтобы похитить федеральную свидетельницу по схеме мистера Лайла, который продал симуляцию японской мафии Якудза. |                       |                                                           | |                    |              |                                        |
| |                       |                                                           | |                    |              |                                        |
| 29 (2x07) | 3 января 1998 (США)   | «Collateral Damage» (рус. «Сопутствующие потери»)         | Гарри Данн                                                                                            | Верн Гиллум        | Паттон       | 21/04/70                               |
| Джарод присоединяется к армейским рейнджерам, чтобы помочь молодой женщине очистить имя её отца, солдата, который погиб во Вьетнаме. Мисс Паркер — сиделка Дебби, дочери Брутса. Приглашённые актёры: Дэниел Дэй Ким |                       |                                                           | |                    |              |                                        |
| |                       |                                                           | |                    |              |                                        |
| 30 (2x08) | 10 января 1998 (США)  | «Hazards» (рус. «Опасность»)                              | телеверсия - Хуан Карлос Кото; история - Стивен Лонг Митчел, Крейг Ван Сикл и Хуан Карлос Кото        | Чак Боуман         | Дюпонт       | 23/05/72, 02/04/71                     |
| Джарод расследует истинную причину несчастного случая, из-за которого инженер пытался покончить жизнь самоубийством. Выясняется, что Сидней и его брат-близнец Джейкоб были объектами экспериментов нацистов. |                       |                                                           | |                    |              |                                        |
| |                       |                                                           | |                    |              |                                        |
| 31 (2x09) | 17 января 1998 (США)  | «F/X» (рус. «Спецэффекты»)                                | Гарри Данн                                                                                            | Верн Гиллум        | Лугоси       | 12/04/70, 13/04/70, 14/04/70, 17/04/70 |
| Джарод притворяется специалистом по спецэффектам, для того чтобы очистить имя своего предшественника. Мисс Паркер возвращается на SL-27. |                       |                                                           | |                    |              |                                        |
| |                       |                                                           | |                    |              |                                        |
| 32 (2x10) | 31 января 1998 (США)  | «Indy Show» (рус. «Инди шоу»)                             | телеверсия - Томми Томпсон; история - Стивен Лонг Митчел, Крейг Ван Сикл, Томми Томпсон и Эрик Моррис | Чак Боуман         | Джонс        | не используются                        |
| Джарод садится за руль гоночного автомобиля, чтобы расследовать аварию гонщика, чья семья — среди подозреваемых. Джейкоб последний раз выходит из комы и даёт Сиднею ключ к прошлому Джарода, написав на бумаге слово «ген» (GENE) |                       |                                                           | |                    |              |                                        |
| |                       |                                                           | |                    |              |                                        |
| 33 (2x11) | 7 февраля 1998 (США)  | «Gigolo Jarod» (рус. «Жиголо Джарод»)                     | Тайлер Бенсингер                                                                                      | Родни Чартерс      | Харт         | 01/03/71                               |
| Притворяясь альфонсом (жиголо), Джарод раскрывает правду о смерти мальчика, спасает брак и семейный очаг. |                       |                                                           | |                    |              |                                        |
| |                       |                                                           | |                    |              |                                        |
| 34 (2x12) | 7 марта 1998 (США)    | «Toy Surprise» (рус. «Сюрприз»)                           | Хуан Карлос Кото                                                                                      | Фред К. Келлер     | Крокет       | 13/04/70                               |
| Благодаря предупреждению Джарода, мисс Паркер пытается спасти отца от попытки покушения в день годовщины смерти её матери. |                       |                                                           | |                    |              |                                        |
| |                       |                                                           | |                    |              |                                        |
| 35 (2x13) | 14 марта 1998 (США)   | «A Stand-Up Guy» (рус. «Стойкий парень»)                  | Тони Блейк Пол Джексон                                                                                | Майкл Ленг         | Пьюзо        | не используются                        |
| Джарод притворяется агентом ФБР. Мисс Паркер выходит на след мистера Лайла, которого считали мёртвым. |                       |                                                           | |                    |              |                                        |
| |                       |                                                           | |                    |              |                                        |
| 36 (2x14) | 21 марта 1998 (США)   | «Unforgotten» (рус. «Амнезия»)                            | Стивен Лонг Митчел Крейг Ван Сикл                                                                     | Стивен Лонг Митчел |              | не используются                        |
| После ранения Джарод теряет память и попадает во власть полусумасшедшего бродяги. Мисс Паркер, Сидней и Брутс предстают перед Триумвиратом. Рейнс и Бриджит ведут допрос в попытке выяснить, почему Джарод всё ещё не пойман. |                       |                                                           | |                    |              |                                        |
| |                       |                                                           | |                    |              |                                        |
| 37 (2x15) | 28 марта 1998 (США)   | «Bulletproof» (рус. «Пуленепробиваемый»)                  | Марк М. Додсон                                                                                        | Фред К. Келлер     |              | 21/11/71                               |
| Джарод становится офицером спецотряда и расследует смерть одного из лейтенантов. Сидней находит сына. |                       |                                                           | |                    |              |                                        |
| |                       |                                                           | |                    |              |                                        |
| 38 (2x16) | 4 апреля 1998 (США)   | «Silence» (рус. «Тишина»)                                 | Денис Доббс                                                                                           | Джо Наполитано     | Лири         | 15/01/71                               |
| Джарод становится физиологом, чтобы помочь мальчику, который получил травму став свидетелем убийства. Тем временем, мисс Паркер прослеживает другой несчастный случай в SL-27. |                       |                                                           | |                    |              |                                        |
| |                       |                                                           | |                    |              |                                        |
| 39 (2x17) | 11 апреля 1998 (США)  | «Crash» (рус. «Крушение»)                                 | Тони Блейк Пол Джексон                                                                                | Скотт Лаутанен     | Линдсей      | не используются                        |
| Когда молодой человек, которому Джарод отдаёт свой билет на самолёт, погибает в авиационной катастрофе, Притворщик начинает расследовать причину крушения. Мисс Паркер, Сидней и Брутс, посетив встречу одноклассников выпуска 1983 года, обнаруживают кое-что интересное о Бобби Боумане — более известного под именем мистера Лайла. |                       |                                                           | |                    |              |                                        |
| |                       |                                                           | |                    |              |                                        |
| 40 (2x18) | 2 мая 1998 (США)      | «Stolen» (рус. «Украденный»)                              | телеверсия - Хуан Карлос Кото; история - Хуан Карлос Кото и Айвен Телл                                | Скотт Лаутанен     | Пирс         | не используются                        |
| Джарод ловит преступника, похитившего ребёнка. Мисс Паркер идёт по следу Притворщика и ловит его в больнице. Джарод пытается убежать, мисс Паркер хочет его застрелить, но ей мешает Сидней. |                       |                                                           | |                    |              |                                        |
| |                       |                                                           | |                    |              |                                        |
| 41 (2x19) | 2 мая 1998 (США)      | «Red Rock Jarod» (рус. «Ред Рок Джарод»)                  | Томми Томпсон                                                                                         | Фред К. Келлер     | Барбер       | не используются                        |
| Мистер Лайл выслеживает Джарода, заманивает го в тихий городок в Аризоне и ловит его. Лайл с помощью Притворщика хочет вернуться в Центр. Он решает отрезать палец Джароду в качестве доказательства для Триумвирата. Эту пытку предотвращает брат Джарода Кайл. Мисс Паркер пытается поймать Притворщика и Лайла. Она находит Бобби Боумана и даёт пощёчину, но тот выхватывает у неё пистолет и берёт в заложники. Освободив жену местного шерифа, томившуюся в подземном плену, Джарод и Кайл едут за Лайлом, но он, сумев освободиться, стреляет в Джарода. Кайл погибает, закрыв брата собой. Лайл исчезает. Сердце Кайла пересажено нуждавшемуся в доноре мальчику. |                       |                                                           | |                    |              |                                        |
| |                       |                                                           | |                    |              |                                        |
| 42 (2x20) | 9 мая 1998 (США)      | «Bank» (рус. «Банк»)                                      | Гарри Данн                                                                                            | Майкл Ленг         |              | не используются                        |
| Джарод и мисс Паркер становятся заложниками в Дуврском городском банке. Здесь они находят мистера Фенигора и пытаются у него узнать о своём прошлом. |                       |                                                           | |                    |              |                                        |
| |                       |                                                           | |                    |              |                                        |
| 43-44 (2x21-22) | 16 мая 1998 (США)     | «Bloodlines» (рус. «Линии крови»)                         | Стивен Лонг Митчел Крейг Ван Сикл                                                                     | Фред К. Келлер     | Спок, Коттер | не используются                        |
| Двухчасовой финал второго сезона Центр пытается сделать нового притворщика, похитив мальчика Дэвида Симпкинса. Сидней проводит эксперименты над Анжело, пытаясь вернуть ему память. В это время Брутс находит видеозаписи рождения мисс Паркер, из которых та узнаёт, что у неё есть брат. Джарод устраивается в фирму, специализирующуюся на искусственном оплодотворении. Здесь он узнаёт, что есть и другие притворщики и именно отсюда Центр их забирает. Брутс находит у Рейнса фотографии группы детей. Анжело видит их и, написав на них «Чудо» пересылает Джароду, а сам исчезает, прихватив набор инъекции. Он бежит к Джароду и они пытаются найти Притворщика среди детей. Наконец у них это получается. Но Дэвида Симпкинса уже отвезли в «Поместье Ангела», где Рейнс ввёл ему вещество, способное сделать мальчика таким же как Анжело. Но Джарод похищает ребёнка и привозит к себе. Теперь Дэвиду необходимо ввести нейротонин, чтобы предотвратить процесс разрушения личности. Он синтезирует вещество и привозит домой. Здесь его ждёт мисс Паркер, которая забирает у него вакцину. Неожиданно открывается дверь, мисс Паркер спотыкается и роняет нейротонин. Колба разбивается. Кажется, всё уже потеряно. Но Анжело отдаёт Дэвиду свою инъекцию и безвозвратно деградирует до первоначального уровня. Ребёнку ввели нейротонин, но в этот момент врывается отряд чистильщиков и забирает всех в Центр. По дороге Джароду удаётся сбежать вместе с Дэвидом. Через некоторое время он проникает в Центр в подуровень 27, не зная, что Сидней установил там бомбу. На подуровне собираются Джарод, Сидней, Брутс, мисс и мистер Паркер, Рейнс с командой чистильщиков. Сидней кричит Джароду: «Уходи!». Показывают пламя, лижущее стены подуровня. |                       |                                                           | |                    |              |                                        |
| |                       |                                                           | |                    |              |                                        |

### Сезон 3 (1998–1999)
| № эпизода | Дата премьеры         | Название                                                | Сценарий | Режиссёр            | Имя Джарода     | Даты DSA |
| --- | --------------------- | ------------------------------------------------------- | --- | ------------------- | --------------- | -------- |
| 45 (3x01) | 17 октября 1998 (США) | «Crazy» (рус. «Сумасшествие»)                           | история - Лоуренс Мейерс, Стивен Лонг Митчел и Крейг Ван Сикл; телеверсия - Стивен Лонг Митчел и Крейг Ван Сикл | Фред К. Келлер      | Рейнс, Речет    |          |
| Джарод становится пациентом психиатрической клиники, чтобы узнать правду о побеге двух пациентов и разоблачить одного из врачей. Тем временем, мисс Паркер имеет дело с последствиями взрыва в Центре и выясняет, что Лайл её брат, Сидней ослеп, мистер Паркер пытается вернуть Лайла в Центр. |                       |                                                         | |                     |                 |          |
| |                       |                                                         | |                     |                 |          |
| 46 (3x02) | 24 октября 1998 (США) | «Hope & Prey» (рус. «Надежда и добыча»)                 | Хуан Карлос Кото                                                                                                | Дэвид Джексон       | Грин            |          |
| Джарод притворяется охотником за вознаграждением, чтобы спасти индейца по имени Майкл Боди, которого обвиняют в попытке подрыва буровой установки. Этот человек знал отца Джарода. Позже Боди привёл Джарода в пещеру, где тот находит рисунки отца и обрывок одежды с эмблемой круга огня. Тем временем мисс Паркер ищет мистера Фенигора и пытается узнать как можно больше о смерти матери и о причастности к этому отца Джарода. Она находит пистолет, который раньше принадлежал майору Чарльзу. К Сиднею постепенно возвращается зрение. |                       |                                                         | |                     |                 |          |
| |                       |                                                         | |                     |                 |          |
| 47 (3x03) | 31 октября 1998 (США) | «Once in a Blue Moon» (рус. «Однажды при синей луне»)   | Эндрю Деттман Дэниел Трули                                                                                      | Чак Боуен           | Реслер          |          |
| Джарод узнаёт о пропаже девушки и понимает, что преступник действовал точно также как и при похищении Энни Рейнс, дочери мистера Рейнса. Совпадало всё до мелочей. Тогда Джарод не смог провести симуляцию и «превратиться» в этого маньяка, в результате Энни так и не нашли. Сейчас Притворщик твёрдо намерен довести дело до конца. Послав Сиднею фото Энни с надписью «Это случилось снова», он становится спецагентом и примыкает к группе расследования. Мисс Паркер понимает, что Сидней от неё что-то скрывает и не может понять его неожиданной близости с Рейнсом. |                       |                                                         | |                     |                 |          |
| |                       |                                                         | |                     |                 |          |
| 48 (3x04) | 7 ноября 1998 (США)   | «Someone to Trust» (рус. «Доверяя кому-либо»)           | Томми Томпсон                                                                                                   | Фред К. Келлер      | Бернс           |          |
| Джарод притворяется поджигателем и расследует гибель 7-ми человек. Но его главный подозреваемый погибает в огне этой же ночью, а вдова погибшего, которой Джарод верил, подставляет его. Доверие мисс Паркер к семье испытывается её новоприобретённым братом. Мистер Лайл просматривает DSA запись своего рождения. Позже мисс Паркер застаёт его на могиле их матери. |                       |                                                         | |                     |                 |          |
| |                       |                                                         | |                     |                 |          |
| 49 (3x05) | 14 ноября 1998 (США)  | «Betrayal» (рус. «Предательство»)                       | Марк М. Додсон                                                                                                  | Терренс О’Хара      | не используется |          |
| Расследуя утечку данных (старых симуляций Джарода), Брутс становится невольным свидетелем кровавой расправы в одном из отделений Центра, учинённой неизвестным в маске. Поскольку Брутс — единственный кому удалось выжить, Центр обвиняет во всём его и мистер Лайл отдаёт приказ на уничтожение. Мисс Паркер и Сидней пытаются помочь другу внутри Центра, тогда как Джарод приходит на помощь вне его стен. |                       |                                                         | |                     |                 |          |
| |                       |                                                         | |                     |                 |          |
| 50 (3x06) | 21 ноября 1998 (США)  | «Parole» (рус. «Условно освобождённый»)                 | Томми Томпсон                                                                                                   | Фред К. Келлер      | Бекер           |          |
| Джарод притворяется условно освобождённым преступником, чтобы раскрыть правду о смерти другого бывшего заключённого. Сидней должен помочь своему сыну и его матери в тяжёлое для них время. Николас узнаёт, что Сидней его настоящий отец. |                       |                                                         | |                     |                 |          |
| |                       |                                                         | |                     |                 |          |
| 51 (3x07) | 12 декабря 1998 (США) | «Homefront» (рус. «Домашняя война»)                     | Гай Зиммерман                                                                                                   | Майкл Зинбург       | не используется |          |
| Джарод становится продавцом оружия, пытаясь воссоединить мать с детьми, которых украл их отец. Тем временем мисс Паркер и мистер Лайл выслеживают $ 60,000,000.00, украденных Притворщиком у Центра. Джарод взрывает новый мерседес Лайла. |                       |                                                         | |                     |                 |          |
| |                       |                                                         | |                     |                 |          |
| 52 (3x08) | 2 января 1999 (США)   | «Flesh and Blood» (рус. «Плоть и кровь»)                | Гарри Данн | Родни Чартерс       | Майнер          |          |
| Джарод, мисс Паркер и Сидней объединяют свои силы, чтобы найти четырёх преподавателей, захваченных террористами, среди которых был и сын Сиднея. Но мистер Лайл использует ситуацию, чтобы устроить собственную западню для Джарода. |                       |                                                         | |                     |                 |          |
| |                       |                                                         | |                     |                 |          |
| 53 (3x09) | 9 января 1999 (США)   | «Murder 101» (рус. «Убийство 101»)                      | Эндрю Детманн Дэниел Трули                                                                                      | Скотт Лаутанен      | Гарднер         |          |
| Джарод становится профессором криминальной психологии, чтобы поймать убийцу своего предшественника. На подозрении трое студентов из его группы. Тем временем мисс Паркер получает плохие новости от своего отца. |                       |                                                         | |                     |                 |          |
| |                       |                                                         | |                     |                 |          |
| 54 (3x10) | 6 февраля 1999 (США)  | «Mr. Lee» (рус. «Мистер Ли»)                            | Марк М. Додсон                                                                                                  | Стивен Лонг Митчелл | не используется |          |
| Мистер Ли — таинственный слепой китаец, берёт интервью у людей, которым Джарод либо помог, либо наказал в прошлом, в попытке создать его психологический портрет, чтобы ожидать его следующий ход и захватить его. Тем временем, Центр пробует догнать мистера Ли. |                       |                                                         | |                     |                 |          |
| |                       |                                                         | |                     |                 |          |
| 55 (3x11) | 6 февраля 1999 (США)  | «Убийца» (рус. «The Assassin»)                          | Томми Томпсон                                                                                                   | Майкл Ленг          | не используется |          |
| Джарод помогает женщине снайперу, бывшему агенту ЦРУ, спасти её похищенных детей. Похитители требуют убить сенатора, но Джарод убеждает её, что она будет сожалеть об этом до конца жизни, и обещает, что он спасёт детей или умрёт. Мисс Паркер заинтересовывается человеком вне Центра, но она колеблется. Джарод уговаривает её «следовать за своим сердцем» и не позволять Центру лишать её счастья. |                       |                                                         | |                     |                 |          |
| |                       |                                                         | |                     |                 |          |
| 56 (3x12) | 13 февраля 1999 (США) | «Unsinkable» (рус. «Непотопляемый»)                     | Хуан Карлос Кото                                                                                                | Чак Боуман          | не используется |          |
| Джарод в Атлантик Сити пытается помочь старому знакомому ирландцу по имени Аргайл (парень из серии «Unforgotten» /(рус. «Амнезия»), который пробовал продать Притворщика Центру за $ 10,000.00). В самолёте мисс Паркер рассказывает Сиднею о своих отношениях с Томасом. |                       |                                                         | |                     |                 |          |
| |                       |                                                         | |                     |                 |          |
| 57 (3x13) | 20 февраля 1999 (США) | «Pool» (рус. «Пул»)                                     | Гарри Данн | Фредерик К. Келлер  | Пеппер          |          |
| Джарод пытается раскрыть правду относительно смерти чернокожего человека по имени Марвин. Для достижения цели ему было необходимо научиться играть в пул и он просит девочку (Билли Вон) научить его. Билли — дочь убитого человека, хотя она не догадывается об этом. Тем временем, мисс Паркер стоит перед судьбой худшей, чем смерть — семейный обед. Она пытается помешать свадьбе отца и Бриджит и выясняет, что свидетельство о бесплодии Бриджит — фальшивка. |                       |                                                         | |                     |                 |          |
| |                       |                                                         | |                     |                 |          |
| 58 (3x14) | 27 февраля 1999 (США) | «At the Hour of Our Deaths» (рус. «В час нашей смерти») | Марк М. Додсон                                                                                                  | Стивен Лонг Митчел  | не используется |          |
| Джарод и мисс Паркер оба сталкиваются со смертью. Он попадает в авиационную катастрофу, когда летит на встречу с отцом Муром, помогавшим Кэтрин Паркер спасать детей из Центра. Священник все эти годы хранил чётки принадлежавшие Кэтрин и подаренные ею маленькой, умирающей девочке по имени Фейт, с которой Джарод и мисс Паркер познакомились в Центре когда были детьми. Притворщик посылает мисс Паркер эти чётки, увидев их она теряет сознание и попадает в больницу с кровоточащей язвой. Они вспоминают Фейт и её обещание всегда наблюдать за ними. |                       |                                                         | |                     |                 |          |
| |                       |                                                         | |                     |                 |          |
| 59 (3x15) | 20 марта 1999 (США)   | «Countdown» (рус. «Обратный отсчёт»)                    | Эндрю Деттман Дэниел Трули                                                                                      | Чак Боуман          | не используется |          |
| Чтобы спасти маленького мальчика, которому критически необходима пересадка почки, Джарод отправляется в Мексику на поиски биологического отца ребёнка, осуждённого уголовника. Тем временем мать мальчика вынуждена признаться мужу в старых грехах. Мисс Паркер и Брутс отстают от Джарода буквально на два шага. |                       |                                                         | |                     |                 |          |
| |                       |                                                         | |                     |                 |          |
| 60 (3x16) | 3 апреля 1999 (США)   | «P.T.B.» (рус. «Власть имущие»)                         | Хуан Карлос Кото                                                                                                | Кришна Рао          | "Посредник"     |          |
| Джарод становится ведущим на радио, заменяя настоящего ведущего, который ударился в бега, после того как кто-то попытался убить его. Мисс Паркер вынуждена выбирать между её связями с Центром и её отношениями с Томасом, который хочет переехать в Штат Орегон. |                       |                                                         | |                     |                 |          |
| |                       |                                                         | |                     |                 |          |
| 61 (3x17) | 10 апреля 1999 (США)  | «Ties That Bind» (рус. «Связи, которые связывают»)      | Дейв Алан Джонсон                                                                                               | Фредерик К. Келлер  | Талли           |          |
| Джарод оказывает дружескую поддержку безутешному мальчику, отец которого, как казалось, совершил самоубийство. Тем временем мисс Паркер объявляет о своём намерении оставить Центр. |                       |                                                         | |                     |                 |          |
| |                       |                                                         | |                     |                 |          |
| 62 (3x18) | 1 мая 1999 (США)      | «Wake Up» (рус. «Пробуждение»)                          | Томми Томпсон                                                                                                   | Майкл Дж. Клик      |                 |          |
| Проснувшись однажды утром мисс Паркер не смогла найти Томаса. Позже его тело было обнаружено у её подъезда. Вскоре погибают арестованный убийца и детектив, который вёл расследование. Мисс Паркер и Джарод пытаются проследить истинного убийцу Томаса. Они обнаруживают след, который ведёт прямо в Центр. Но прямых доказательств нет. |                       |                                                         | |                     |                 |          |
| |                       |                                                         | |                     |                 |          |
| 63 (3x19) | 8 мая 1999 (США)      | «End Game» (рус. «Конец игры»)                          | Хуан Карлос Кото                                                                                                | Джеймс Уитмор мл    | Дойл            |          |
| Похищение молодого шахматного гения подводит Джарода слишком близко к его собственным демонам — и к вниманию агента ФБР (первая серия, пересекающаяся с сериалом «Профиль убийцы»). Тем временем, мисс Паркер получает тревожные новости от Бриджит, и о Бриджит. Она узнаёт, что Бриджит беременна. |                       |                                                         | |                     |                 |          |
| |                       |                                                         | |                     |                 |          |
| - (3x19) | 8 мая 1999 (США)      | «Профайлер» «Grand Master» (рус. «Гроссмейстер»)        | Джейсон Кехилл                                                                                                  | Верн Гиллум         | -               | -        |
| Саманта Уотерс вместе с Джародом продолжает расследовать похищение Брайса Бенкса, которое начинает набирать тревожный подтекст. |                       |                                                         | |                     |                 |          |
| |                       |                                                         | |                     |                 |          |
| 64 (3x20) | 22 мая 1999 (США)     | «Qallupilluit» (рус. «Кваллупиллуит»)                   | Марк М. Додсон                                                                                                  | Родни Чартерс       | Мид             |          |
| Первая часть финала сезона Джарод отправляется на остров Элсмир (Канада), чтобы найти своего отца. Он оказывается пойманным вместе с командой исследователей, которых неизвестный убийца начинает убивать одного за другим. Они думают, что это — «Кваллупиллуит». Злое существо, которое живёт в ледяных трещинах… В архиве Центра мисс Паркер находит оружие, из которого была убита её мать — оружие с той же самой круглой эмблемой с изображением огня, которую Джарод находит на обрывке одежды, принадлежавшей его отцу. |                       |                                                         | |                     |                 |          |
| |                       |                                                         | |                     |                 |          |
| 65-66 (3x21-22) | 22 мая 1999 (США)     | «Donoterase» (рус. «Донотерейс»)                        | Стивен Лонг Митчел Крейг Ван Сикл                                                                               | Фред К. Келлер      |                 |          |
| Вторая и третья части финала сезона Джарод встречается с отцом и рассказывает ему о судьбе Кайла. Майор Чарльз отрицает всякую причастность к убийству Кэтрин Паркер. Но встреча отца и сына испорчена новостью о самом последнем проекте Центра — создании клона Джарода. Майор Чарльз вместе с сыном начинают разрабатывать план освобождения двойника-подростка из Центра. Мисс Паркер вновь вынуждена столкнуться с неприятной правдой о работе Центра, она сама пытается спасти клона. Во время попытки вернуть клона, мр. Рейнс пробует устранить мр. Паркера, но мисс Паркер закрывает отца собой. Джарод поднимает её и прячется вместе с ней за машиной. Команда Центра блокирует самолёт майора Чарльза на взлётной полосе, и Джарод просит отца улетать без него, так как он хочет помочь мисс Паркер. Притворщик стреляет в вертолёт с Рейнсом и чистильщиками, отвлекая их внимание на себя, что позволяет Чарльзу улететь вместе с клоном. В финальной сцене, Джарод лежит на земле, окружённый чистильщиками Центра после аварии на мотоцикле. Клон Джарода спасён. |                       |                                                         | |                     |                 |          |
| |                       |                                                         | |                     |                 |          |

### Сезон 4 (1999–2000)
| № эпизода | Дата премьеры          | Название                                                        | Сценарий                                                            | Режиссёр           | Имя Джарода     | Даты DSA |
| --- | ---------------------- | --------------------------------------------------------------- | ------------------------------------------------------------------- | ------------------ | --------------- | -------- |
| 67 (4x01) | 25 сентября 1999 (США) | «The World’s Changing» (рус. «Мир изменился»)                   | Стивен Лонг Митчел Крейг Ван Сикл                                   | Джеймс Уитмор мл   | Уотс            |          |
| В конце прошлого сезона Джарод опять попадает в Центр, где мр. Лайл всячески издевается над ним. Однажды Джароду удаётся раскрыть заговор с целью убийства учёных ядерщиков, что даёт ему ещё один повод для побега, который он скоро совершает, выпрыгнув из окна самолёта. Тем временем Сидней и Брутс пытаются найти мисс Паркер, которую Лайл запер в больнице для душевно больных под предлогом попытки самоубийства. Сбежав оттуда, она предупреждает брата, что он не должен недооценивать её или Джарода. Приехав в отель, Джарод узнаёт, что он на один день разминулся с Эмили. |                        |                                                                 |                                                                     |                    |                 |          |
| |                        |                                                                 |                                                                     |                    |                 |          |
| 68 (4x02) | 2 октября 1999 (США)   | «Survival» (рус. «Выживание»)                                   | Марк М. Додсон                                                      | Терренс О’Хара     | Стивенс         |          |
| Джарод присоединяется к Армии CID, чтобы расследовать самоубийство солдата. В то же время он заманивает мистера Лайла и мисс Паркер в ловушку, заперев их вместе в железнодорожном контейнере без воды и тепла. Джарод оставляет мисс Паркер часы её матери и вырезки из газет, в которых Лайл обвиняется в убийстве двух студентов. «Выживание сводится к знанию различия между вашими друзьями и вашими врагами». |                        |                                                                 |                                                                     |                    |                 |          |
| |                        |                                                                 |                                                                     |                    |                 |          |
| 69 (4x03) | 30 октября 1999 (США)  | «Angels Flight» (рус. «Полёт ангелов»)                          | Томми Томпсон                                                       | Чак Боуман         | Вексман         |          |
| Джарод расследует исчезновение девочки подростка, связавшейся после смерти матери с группой сатанистов. Безликая голова из воска, посланная Джародом, заставляет мисс Паркер и компанию искать недостающие части. |                        |                                                                 |                                                                     |                    |                 |          |
| |                        |                                                                 |                                                                     |                    |                 |          |
| 70 (4x04) | 6 ноября 1999 (США)    | «Risque Business» (рус. «Рискованный бизнес»)                   | Эндрю Детманн Дэниел Трули                                          | Терренс О’Хара     | Кинси           |          |
| Джарод становится врачом сексопатологом, чтобы выяснить, почему другой врач, Мелисса Бласс, так боится и испытывает такое беспокойство после изнасилования в клинике. Тем временем, Брутс пытается набраться храбрости, чтобы рассказать о своих чувствах мисс Паркер. Мистер Лайл требует, чтобы ему сообщали о каждом аспекте в поисках Джарода, но судя по всему, мисс Паркер не имеет никакого намерения выполнять этот приказ. |                        |                                                                 |                                                                     |                    |                 |          |
| |                        |                                                                 |                                                                     |                    |                 |          |
| 71 (4x05) | 13 ноября 1999 (США)   | «Road Trip» (рус. «Поездка»)                                    | Эндрю Детманн Дэниел Трули                                          | Фред К. Келлер     | Маллой          |          |
| Джарод пытается помочь женщине по имени Зои, которая убегает от дружка — полицейского. Они спорят из-за денег, которые Джарод находит в машине, и Зои бросает его в маленьком городке, где вскоре её арестовывают по ложным обвинениям, данными бывшим дружком. Джарод притворяется полицейским, спасает её, и они вместе покидают город. Зои стала второй женщиной в жизни Притворщика. Тем временем Сидней, мисс Паркер и Брутс преследуют Джарода, следы которого приводят их в штат Канзас, к жёлтой кирпичной дороге, как и было задумано Джародом, конечно… Все они находят что-то напоминающее им о прошлом и о их семьях. |                        |                                                                 |                                                                     |                    |                 |          |
| |                        |                                                                 |                                                                     |                    |                 |          |
| 72 (4x06) | 4 декабря 1999 (США)   | «Extreme» (рус. «Экстрим»)                                      | Стивен Лонг Митчел Крейг Ван Сикл                                   | Фред К. Келлер     | Маллой          |          |
| Джарод становится врачом в больнице, где лежит человек по имени Тони, который впал в кому после неудачного ограбления. Джарод выясняет, что парня подставил некий Зед, который узнал, что Тони собирался сообщить в полицию о нём и о готовящихся кражах. В то же время Джарод посылает три больших ящика в Центр, которые заставили поломать голову мисс Паркер, Сиднея и Брутса и открыли новые моменты в жизни мистера Лайла. |                        |                                                                 |                                                                     |                    |                 |          |
| |                        |                                                                 |                                                                     |                    |                 |          |
| 73 (4x07) | 11 декабря 1999 (США)  | «Wild Child» (рус. «Дикий ребёнок»)                             | Джоэл Метцгер                                                       | Майкл Дж. Клик     | Белл            |          |
| Джарод едет на рыбалку в Бак Ридж, штат Юта, когда он слышит, о маленькой дикой девочке, которую нашли в горах, и которая никогда не встречалась с людьми. Девочка убегает из больницы. Вскоре Джарод находит её тяжело больной и выясняет, что кто-то в больнице занёс в её куклу 12 вирусов. Мисс Паркер получает письмо от отца, в котором он просит её никому не доверять. Мисс Паркер, Сидней и Брутс следят за мистером Коксом. Мистер Паркер исчезает из Центра. |                        |                                                                 |                                                                     |                    |                 |          |
| |                        |                                                                 |                                                                     |                    |                 |          |
| 74 (4x08) | 8 января 2000 (США)    | «Rules of Engagement» (рус. «Правила обязательств»)             | Итен Метью Лоуренс                                                  | Родни Чартерс      | Джексон         |          |
| Джарод становится агентом ФБР и принимает участие в разрешении ситуации с заложниками, удерживаемыми в больнице. Мисс Паркер встречается с отцом. Он даёт ей ключ и просит сходить в SL-22 и найти несгораемый шкаф, в котором лежат деньги для неё и беременной Бриджит. |                        |                                                                 |                                                                     |                    |                 |          |
| |                        |                                                                 |                                                                     |                    |                 |          |
| 75 (4x09) | 15 января 2000 (США)   | «Till Death Do Us Part» (рус. «И пока смерть нас не разлучит…») | Стивен Лонг Митчел Крейг Ван Сикл                                   | Крейг Ван Сикл     | не используется |          |
| Брутс и Сидней не могут найти мисс Паркер. Вскоре они вспоминают, что сегодня годовщина со дня смерти Томаса. Джарод и мисс Паркер начинают новое расследование убийства, которое выводит их на Бриджит. Бриджит приходит время рожать, начинается сильное кровотечение и после рождения ребёнка она умирает на руках мисс Паркер, сообщив перед смертью, что убила Томаса по приказу из Центра. |                        |                                                                 |                                                                     |                    |                 |          |
| |                        |                                                                 |                                                                     |                    |                 |          |
| 76 (4x10) | 5 февраля 2000 (США)   | «Spin Doctor» (рус. «Прогулка доктора»)                         | Хуан Карлос Кото                                                    | Фредерик К. Келлер | Уилкс           |          |
| Джарод видит по телевизору, что убит человек, которого он знал. Тодд Бакстер был тем самым человеком, который дал ему машину и помог избавиться от преследования чистильщиков после побега из Центра. Джарод начинает работать с агентом Рейчел Бурк и между ними завязываются тесные отношения. Тем временем в Центре мистер Паркер играет с новорождённым, а Сидней находит в оранжерее сломанные часы. Здесь присутствует пересечение с сериалом «Профиль убийцы». Одна из серий этого сериала («Clean Sweep») является логическим продолжением данной серии «Притворщика», и Майкл Т. Уайсс (Джарод) — приглашённая туда звезда. Также в «Профиле убийцы» есть ещё одна серия («Pianissimo»), в которой Уайсс также играет Джарода. Но эта серия уже не связана содержательно с какой-то серией из «Притворщика». |                        |                                                                 |                                                                     |                    |                 |          |
| |                        |                                                                 |                                                                     |                    |                 |          |
| 77 (4x11) | 12 февраля 2000 (США)  | «Cold Dick» (рус. «Холодный Дик»)                               | Хуан Карлос Кото                                                    | Стивен Лонг Митчел | Дик Диксон      |          |
| Джарод притворяется частным исследователем по имени Дик Диксон. В начале серии мы видим его, запертым в морозильнике вместе с Аргайлом. По ходу действия выясняется, что Аргайл хотел найти пропавшего без вести отца девочки Моны и как всегда не смог обойтись без помощи Притворщика. Тем временем в Центре: показывают мисс Паркер и Брутса в одном из отелей Лас Вегаса во время медового месяца. Он приносит ей бутылку любимого пива, массирует затылок и шею ночью после приступа мигрени. Когда мисс Паркер уходит в ванную, Брутс из окна видит Джарода и захватывает его … Вернувшись в комнату мисс Паркер видит Джарода, сидящего на кровати. Она начинает целовать Брутса и говорит, что она нуждается в ком-то ещё, чтобы удовлетворить её фантазию. Мистер Рейнс облачается в бикини и начинает танцевать… Брутс просыпается и понимает что это был лишь сон.                                                       |                        |                                                                 |                                                                     |                    |                 |          |
| |                        |                                                                 |                                                                     |                    |                 |          |
| 78 (4x12) | 19 февраля 2000 (США)  | «Lifeline» (рус. «Линия жизни»)                                 | Хуан Карлос Кото                                                    | Джон Козловски     | Грей            |          |
| Скрываясь от мисс Паркер и Брутса, Джарод встречает женщину, которая гадает ему по ладони. Она говорит, что по его линии жизни видно, что он был один, но есть семья, которая нуждается в его помощи и что скоро он встретит кого-то с родственным духом. Позже Джарод видит в переулке женщину, убегающую от преследователя. В её бумажнике он находит карточку с названием магазина оружия и фото её дочери с надписью "я тоскую без тебя, Мамочка "! Тем временем в Центре мистер Рейнс сюсюкает с младшим братиком мисс Паркер. Брутс сообщает ей, что библейский стих, посланный Джародом, является кодом к компьютеру Рейнса и что в течение последних 6 месяцев тот встречался с человеком, оказавшимся священником. Священник сообщает ей, что он слышал как Рейнс говорил о проекте «Veritas» по разработке экспериментального токсина. Мисс Паркер задумывается о планах Рейнса по поводу судьбы её новорождённого брата. |                        |                                                                 |                                                                     |                    |                 |          |
| |                        |                                                                 |                                                                     |                    |                 |          |
| 79 (4x13) | 26 февраля 2000 (США)  | «Ghosts From the Past» (рус. «Призрак из прошлого»)             | Марк Додсон                                                         | Майкл Т. Уайсс     |                 |          |
| Режиссёрская работа Майкла Т. Уайсса В Центре Анжело находится в состоянии сильнейшего стресса и говорит, что Джарод находится в действительно серьёзной опасности и что кто-то собирается убить его. Он продолжает кричать «должен помочь Джароду», когда Сидней спрашивает от кого исходит угроза. Анжело систематически обследует все материалы по проекту «Притворщик» пока не находит человека по имени Бартлетт. Анжело говорит, что тот также ненавидит мисс Паркер. Тем временем Джарод внедряется в группу pасистов, один из которых встречался с ним раньше (см. эпизод «Keys» /(рус. «Ключи») и теперь раскрывает его тайну. В конце серии мы видим Джарода одетого во всё белое на крыше церкви, танцующего в такт музыки. |                        |                                                                 |                                                                     |                    |                 |          |
| |                        |                                                                 |                                                                     |                    |                 |          |
| 80 (4x14) | 11 марта 2000 (США)    | «Agent of Year Zero» (рус. «Агент года Зеро»)                   | телеверсия - Томми Томпсона; история - Дрю Хеммонд и Томми Томпсона | Родни Чартерс      | Эллис           |          |
| Джарод помогает слепой женщине Ким Чи, которая опознаёт по голосу человека по имени Тон (настоящее имя Ки Мок), убившего всю её семью в Кампучии, когда ей было шесть лет. Джарод похищает мистера Лайла, так как выяснилось, что Мок был его союзником. Мисс Паркер узнаёт новые факты из жизни брата. |                        |                                                                 |                                                                     |                    |                 |          |
| |                        |                                                                 |                                                                     |                    |                 |          |
| 81 (4x15) | 25 марта 2000 (США)    | «Junk» (рус. «Героин»)                                          | Гарри Данн                                                          | Майкл Зинберг      | Джонс           |          |
| Джарод принимает большую дозу наркотиков, чтобы попасть в Центр восстановления и помочь женщине по имени Джилл Арнольд вернуть её сына. Тем временем мисс Паркер, Сидней и Брутс приходят в квартиру Джарода и обнаруживают большое количество использованных шприцев. Мисс Паркер не верит в подобную возможность. С помощью DSA Брутс выясняет, что в качестве эксперимента Рейнс вводил наркотики Джароду, когда тот был ещё ребёнком, и отец Джилл Арнольд помог ему избавиться от них. На следующий день Арнольд был убит. |                        |                                                                 |                                                                     |                    |                 |          |
| |                        |                                                                 |                                                                     |                    |                 |          |
| 82 (4x16) | 22 апреля 2000 (США)   | «School Daze» (рус. «Школа»)                                    | Эндрю Детманн Дэниел Трули                                          | Йон Грис           | Броди           |          |
| Режиссёрский дебют Йона Гриса (Брутса) Джарод становится преподавателем в Бостонской Начальной школе в Штате Миннесота, чтобы защитить мальчика, ставшего свидетелем убийства и входящего в программу защиты свидетелей. Тем временем в Центре Брутс обнаруживает, что мр. Рейнс навещает в Институте Pratt женщину с нарушениями психики. Сидней сообщает Брутсу, что эта женщина является женой мр. Рейнса и он думал, что она мертва. Эдна Рейнс сбегает из Института и появляется на пороге мисс Паркер. Та пытается получить информацию о смерти своей матери, но Эдна сообщает лишь слово «Мираж». |                        |                                                                 |                                                                     |                    |                 |          |
| |                        |                                                                 |                                                                     |                    |                 |          |
| 83 (4x17) | 29 апреля 2000 (США)   | «Meltdown» (рус. «Расплавление»)                                | Итен Метью Лоуренс                                                  | Кришна Рао         | Абрахам         |          |
| Группа грабителей украла нервно-паралитический газ. После того как одна из канистр просочилась, Джарод сообщает ворам, что он работал с химическим оружием во время операции Шторм Пустыни и что он сделает противоядие. План состоял в том, чтобы заставить их бороться за сыворотку и выяснить, кто убил маленькую девочку во время ограбления в Вестбруке. В Центре мисс Паркер пытается выяснить, что означает слово «мираж». Мистер Рейнс убивает Леонарда, который хотел сообщить мисс Паркер какую-то информацию о её матери. |                        |                                                                 |                                                                     |                    |                 |          |
| |                        |                                                                 |                                                                     |                    |                 |          |
| 84 (4x18) | 6 мая 2000 (США)       | «Corn Man A Comin» (рус. «Человек зерна»)                       | Марк М. Додсон                                                      | Стивен Лонг Митчел | Уилсон          |          |
| Заинтересовавшись термином «домашнее кино», Джарод покупает видеокамеру и смотрит запись как Ненси и Ли Райт проводили время на каникулах. Неожиданно женщина начинает кричать и запись обрывается. Джарод начинает расследование. Он также отправляет видеопослание мисс Паркер, в котором сообщает, что Эдна Рейнс обладает информацией о её матери и мираже. Мисс Паркер и Брутс вскрывают могилу Кэтрин и обнаруживают пустой гроб! Джарод говорит мисс Паркер, что если её мать и хранила какие-то тайны от неё, то только для того чтобы защитить её... |                        |                                                                 |                                                                     |                    |                 |          |
| |                        |                                                                 |                                                                     |                    |                 |          |
| 85 (4x19) | 13 мая 2000 (США)      | «The Inner Sense» Part 1» (рус. «Внутреннее сознание. Часть 1») | Стивен Лонг Митчел Крейг Ван Сикл                                   | Фредерик К. Келлер | Кертис          |          |
| Джарод проводит каникулы с Зои когда он получает послание от отца. Майор Чарльз сообщает, что он нашёл Эмили, работающую репортёром в Филадельфии. Когда Джарод добирается до места, то узнаёт что кто-то выкинул Эмили из окна. Она была ужасно избита. Вернувшись в её квартиру Джарод узнаёт, что за Эмили следил человек без большого пальца на руке. Мистер Лайл с командой чистильщиков пытаются убить её в больнице, но майор Чарльз с сыном успевают увезти Эмили к сёстрам из церкви Св. Катерины. В квартире сестры Джарод находит изображение молодого человека с пометкой «брат». Придя в сознание, Эмили говорит что это Итен и что-то о «говорящем с голосами», пишет номер AA8585 для Джарода, а затем адрес Западная Авеню 225. Притворщик идёт по указанному адресу и находит детали взрывного устройства. |                        |                                                                 |                                                                     |                    |                 |          |
| |                        |                                                                 |                                                                     |                    |                 |          |
| 86 (4x20) | 13 мая 2000 (США)      | «The Inner Sense» Part 2» (рус. «Внутреннее сознание. Часть 2») | Стивен Лонг Митчел Крейг Ван Сикл                                   | Фредерик К. Келлер | Кертис          |          |
| Тем временем Центр похищает Зои, чтобы остановить Джарода и не дать обнаружить Итена и предотвратить взрыв на станции подземки. Майор Чарльз спасает Зои, в то время как Джарод пытается остановить Итена в подземке, где он привёл в действие бомбу. Мисс Паркер расследует судьбу своей матери и Анжело говорит ей, что у Сиднея есть часть ответов на её вопросы. Выясняется, что Кэтрин была беременна от майора Чарльза, в результате чего и родился Итен. Мисс Паркер, Итен и Джарод встречаются на станции подземки, после чего раздаётся взрыв. |                        |                                                                 |                                                                     |                    |                 |          |
| |                        |                                                                 |                                                                     |                    |                 |          |

## Фильмы
| 22 января 2001 (США) | «The Pretender 2001» (рус. «Притворщик: 2001»)                               | Стивен Лонг Митчел Крейг Ван Сикл | Фредерик Кинг Келлер | Майкл Т. Уайсс, Андреа Паркер, Патрик Бошо, Джон Грайс, Ричард Маркус, Джеймс Дэнтон, Харви Преснелл             |  |  |
| Фильм начинается с момента взрыва на станции метро, завершавшим последнюю серию. Джарод становится агентом АНБ и принимает участие в поиске убийцы, известного как Хамелеон.                            |                                                                              |                                   |                      | |  |  |
| |                                                                              |                                   |                      | |  |  |
| 10 декабря 2001 (США) | «The Pretender: Island of the Haunted» (рус. «Притворщик: Остров призраков») | Стивен Лонг Митчел Крейг Ван Сикл | Фредерик Кинг Келлер | Майкл Т. Уайсс, Андреа Паркер, Патрик Бошо, Джон Грайс, Ричард Маркус, Джеймс Дэнтон, Харви Преснелл, Пол Диллон |  |  |
| Действие происходит в Шотландии. Джарод пытается найти мать, а мисс Паркер открывает всё новые подробности об истории своей семьи. В ходе погони они находят свитки, которые разыскивают агенты Центра. |                                                                              |                                   |                      | |  |  |
| |                                                                              |                                   |                      | |  |  |